# Sembratec
Sembratec je malá vesnice, část obce Petroupim v okrese Benešov. Nachází se asi 1,5 km na východ od Petroupimi. V roce 2009 zde bylo evidováno 24 adres. Sembratec leží v katastrálním území Petroupim o výměře 9,51 km².

## Historie
První písemná zmínka o vesnici pochází z roku 1497.